# Nástěnná malba

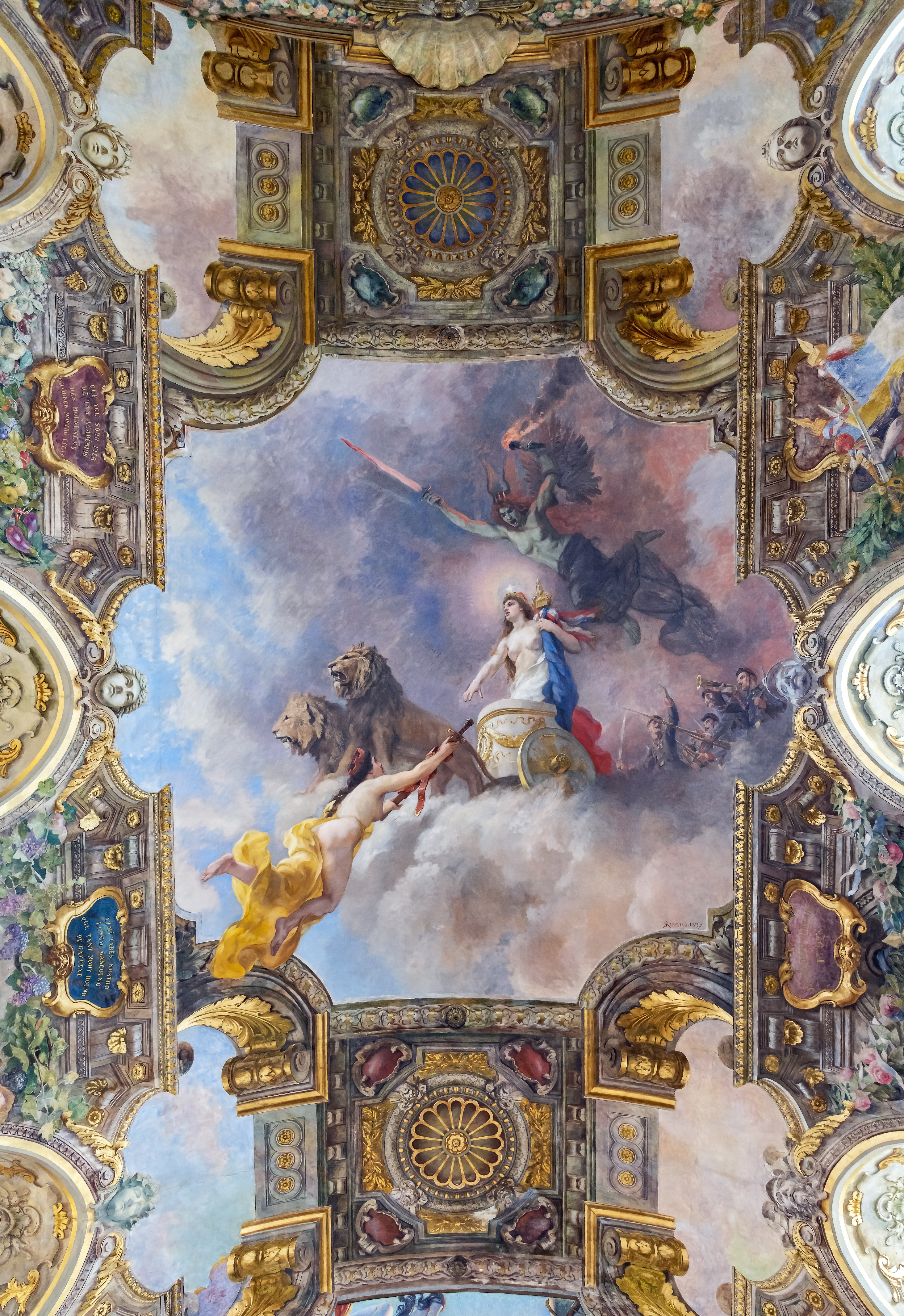
Jean-André Rixens: Salle des Illustres, Le Capitole, Toulouse, Francie

Nástěnná malba je malba, která je neoddělitelnou součástí stavby. Může představovat jak ornamentální výzdobu, tak krajinu, zátiší, mytologické či biblické výjevy atp. Prováděna bývá buď na suchou nebo na čerstvou, ještě vlhkou omítku (freska).

## Historie
Nástěnné malby patří k nejstarším výtvarným technikám, které se rozvíjeli už v pravěku. Jeskynní malby se zachovaly např. v lokalitách Altamira a Lascaux.
Malba na stěny se rozvíjela i ve starověku. Ve starověkém Egyptě se uplatňovala vedle hieroglyfů a nízkého reliéfu. K dobře zachovalým antickým malbám patří např. výzdoba v Herculaneu.
Ve středověku se vedle barevné a dekorativní výzdoby architektury uplatňovaly zvláště v kostelech ilustrační malby k biblickým tématům, tzv. bible chudých.
V období renesance vznikly některé z nejslavnějších nástěnných maleb, jako jsou Poslední večeře od da Vinciho a Michelangelova výzdoba Sixtinské kaple. Tamní malba Posledního soudu již předznamenává nástup barokního umění, které provázel velký rozmach nástěnných a nástropních maleb. V návrzích kostelů, zámeckých sálů a dalších prostor je počítáno s malířskou výzdobou a ta naopak, často iluzivně, navazuje na architekturu a tím vytváří spolu s další výzdobou účinně působící jednotný celek.

## Techniky
- al fresco (freska) – malba na čerstvou omítku, zajišťuje propojení barev s podkladem a tím větší trvanlivost
- al secco – malba na vytvrdlý podklad
- frescosecco – kombinovaná technika
- enkaustika – pojítko barviva tvoří vosk, který se teplem vsaje do podkladu

Další techniky výzdoby stěn
- sgrafito – na vytvrdlou omítku se nanáší tenká vrstva jinak barevné omítky, do které se vyškrabává vzor
- mozaika – obraz vzniklý skládáním a nalepováním malých různobarevných kousků různých materiálů (sklo, keramika atd.)